# Апер Фрутланд (Њу Мексико)
Апер Фрутланд (енгл. Upper Fruitland) насељено је место без административног статуса у америчкој савезној држави Њу Мексико.

## Демографија
По попису из 2010. године број становника је 1.662, што је 2 (-0,1%) становника мање него 2000. године.
| Група             | 2000.     | 2010.     |
| Белци             | 12 (0,7%) | 16 (1,0%) |
| Афроамериканци    | 0 (0,0%)  | 0 (0,0%)  |
| Азијати           | 0 (0,0%)  | 0 (0,0%)  |
| Хиспаноамериканци | 24 (1,4%) | 64 (3,9%) |
| Укупно            | 1.664     | 1.662     |